# Caso XYZ
El caso XYZ fue un episodio diplomático que empeoró las relaciones entre Francia y los Estados Unidos y llevó a la no declarada Cuasi Guerra de 1798. El Tratado Jay de 1795 enfadó a Francia, que estaba en guerra con Gran Bretaña e interpretó el tratado como evidencia de una alianza entre Gran Bretaña y los Estados Unidos. El presidente John Adams y su Partido Federalista también habían sido críticos de la tiranía y el radicalismo extremo de la Revolución francesa, empeorando más las relaciones entre Francia y los Estados Unidos.

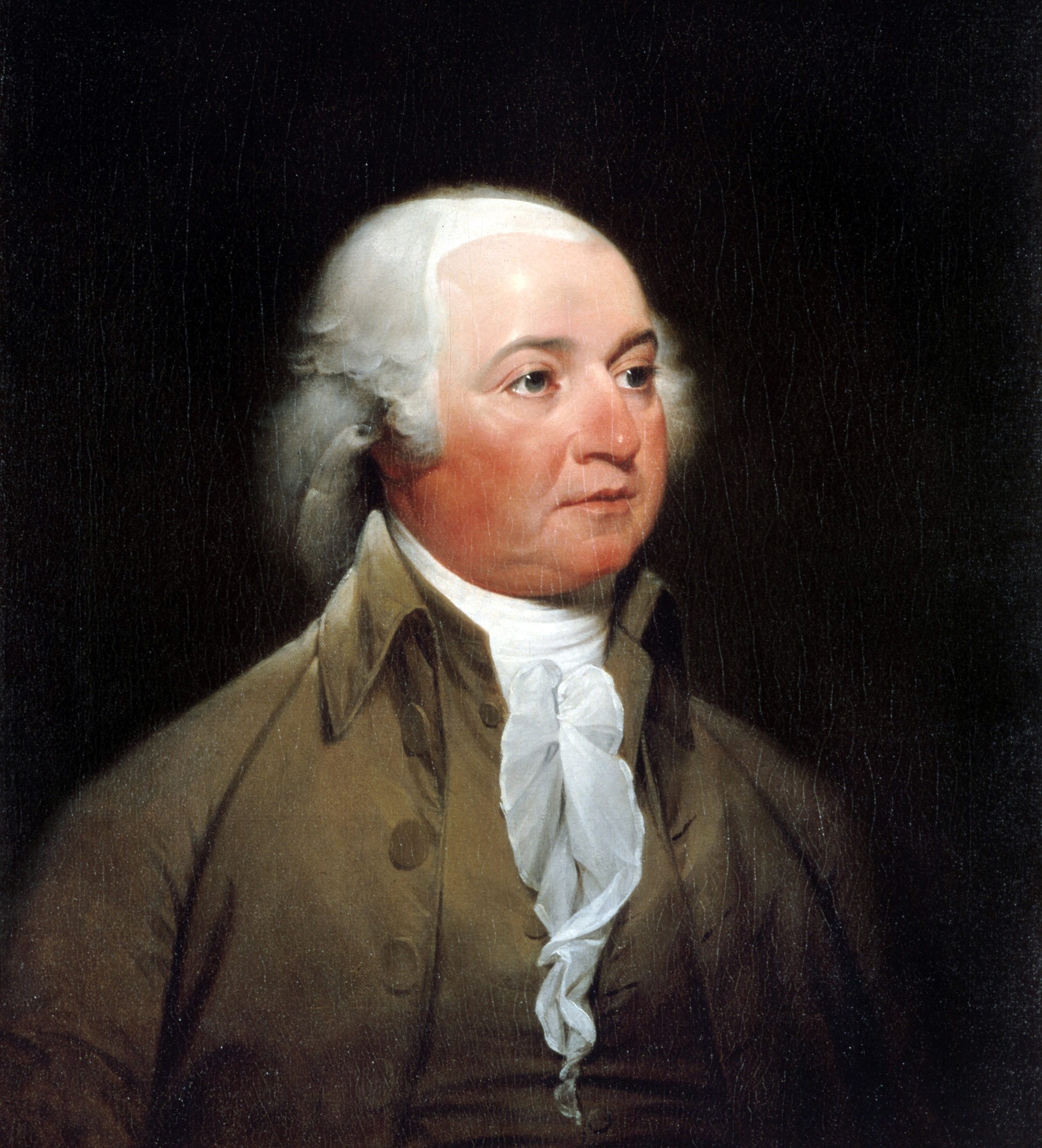
John Adams.

Los franceses capturaron casi trescientos buques estadounidenses con rumbo a puertos británicos en el Atlántico, el Mediterráneo y el Caribe. Líderes del Partido Federalista como Alexander Hamilton pedían declarar la guerra, pero el presidente Adams, también federalista, mandó una delegación diplomática (Charles Cotesworth Pinckney, John Marshall y Elbridge Gerry) a París en 1797 a negociar la paz. Tres agentes franceses, Jean Conrad Hottinguer, Pierre Bellamy y Lucien Hauteval, exigieron el pago de un gran soborno para permitir a la delegación hablar con el ministro de Asuntos Exteriores de Francia Charles Maurice de Talleyrand-Périgord, un enorme préstamo para ayudar a financiar las guerras francesas como condición para continuar las negociaciones, y una disculpa oficial por los comentarios hechos por Adams. Los estadounidenses rompieron las negociaciones y regresaron a su país. Los partidarios de Jefferson creían que los delegados estadounidenses fueron los culpables del fracaso y exigieron ver los documentos clave. Adams hizo público el informe de la delegación —con los nombres de los agentes franceses cambiados por X, Y, y Z, de donde tomó nombre el caso y la correspondencia— haciendo estallar una oleada de sentimiento en contra de los franceses ya que los estadounidenses culparon a los franceses.

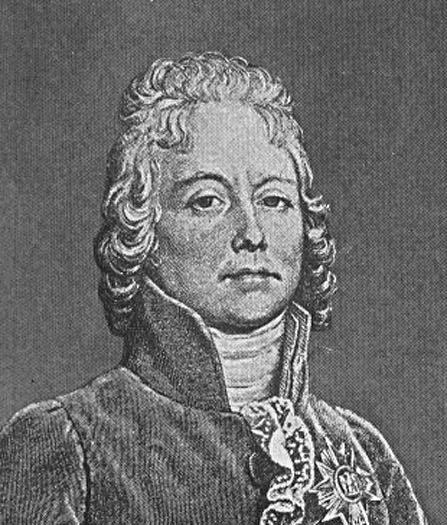
Talleyrand.

Que aquella nación soberana rechazara negociar con los representantes acreditados de los Estados Unidos o siquiera recibirlos sin sobornos para sus miembros principales y un préstamo para las incursiones militares de la nación en Europa, le parecieron un insulto extremo a los estadounidenses. El público se enteró de que los delegados habían rechazado las demandas. "¡La respuesta es no. No, ni un centavo!" (en inglés: "The answer is no! No, not a sixpence!") fue su respuesta, retransmitida por los editores de periódicos como "Millones para defensa, pero ni un centavo para tributo." (en inglés: "Millions for defense, but not one cent for tribute!").
Los Estados Unidos le habían ofrecido a Francia muchas de las mismas disposiciones que se encontraban en el Tratado Jay con Gran Bretaña, pero Francia reaccionó enviando a Marshall y a Pinckney a su país. Gerry permaneció en Francia, pensando que iba a poder prevenir una declaración de guerra, pero oficialmente no negoció más.
La Cuasi Guerra estalló (1798-1800), con los buques de guerra y buques mercantes estadounidenses y franceses luchando en verdadero combate en el Caribe y frente a las costas de los Estados Unidos (se llamó "cuasi" porque no hubo una declaración de guerra oficial). Los Estados Unidos abrogaron el Tratado de Alianza que tenían con Francia. Adams empezó a fortalecer la marina, y un nuevo ejército fue reclutado. La guerra total parecía estar muy cerca, pero Adams designó nuevos diplomáticos encabezados por William Murray. Ellos negociaron el fin de las hostilidades a través del Tratado de Mortefontaine. El Caso XYZ debilitó de modo significativo el afecto que tenían los estadounidenses por Francia.